# Josef Jirsík
RNDr. Josef Jirsík (26. listopadu 1898 Praha – 30. prosince 1956 Teplice) byl český zoolog a ornitolog. Je považován za zakladatele seriózní a syntetizující faunistické ornitologie v Československu. Byl zakladatelem Kroužkovací stanice Národního muzea v Praze.

## Dílo

### Knihy
- Seznam slovenského ptactva, Vysoká škola zemědělská v Brně, 1927
- Na tatranské kolibě. Život dvou chlapců v divočině, Ústřední nakladatelství a knihkupectví učitelstva československého, 1932
- Jak žijí zvířata. Přírodopis živočišstva, Hynek Buschbaum, 1935
- Na svobodě a za mřížemi. Skutečné příběhy zvířat v přírodě a v zajetí, Šolc a Šimáček, 1937
- Ptáci. Díl 1, Vesmír, 1937 – ilustrace Karel Svolinský
- Jak poznám naše ptáky v přírodě. Úplný klíč k poznávání všeho u nás hnízdícího a k nám se zatoulávajícího ptactva ve volné přírodě, Vesmír, 1939
- Léčivé rostliny a recepty na některé toaletní rostlinné přípravky, nápoje a prostředky. Užití a pěstování, Melantrich, 1940
- Naši dravci. Pro lesní personál, lovce, rolníky, učitelstvo, ornithology a přátele přírody, Evropské vydavatelstvo, 1941
- Tajemství ptačího stěhování, Novina, 1941
- Naše sovy. Datli, rorýsi, lelkové, vlhy, dudkové, mandelíci, lednáčci, kukačky, kráčiví a plameňáci. Pro lesní personál, lovce, rolníky, učitelstvo, ornitology a přátele přírody, Česká grafická unie, 1944
- Příběhy zvířat a lidí kolem nich, Josef Svoboda, 1948
- Pestrý je život zvířat, Vesmír, 1949
- Naši pěvci. Část 1, ČSAV, 1955